# 京都ハリストス正教会
京都ハリストス正教会（きょうとハリストスせいきょうかい）は、京都府京都市中京区にある正教会（ギリシャ正教）・日本正教会の教会。京都ハリストス正教会の聖堂である生神女福音聖堂は日本正教会西日本主教教区の主教座聖堂であり、日本正教会の現存する聖堂・会堂のうち、ロシア宗務局承認設計図譜に基づく最古の聖堂であり、1986年の市指定有形文化財を経て、2022年（令和4年）国の重要文化財に指定されている。

## 歴史
京都における正教会伝道の歴史は1880年代に始まる。初期の伝道には伝教者パワェル中小路・伝教者キリル笹葉政吉が大阪正教会の管轄司祭イオアン小野荘五郎の臨時管轄下のもと当たった。1889年（明治22年）には講義所が設置される。のちモスクワ総主教となった修道司祭（肩書当時）セルギイ・ストラゴロドスキイは1890年（明治23年）から1893年（明治26年）にかけて京都正教会を牧会した。
京都正教女学校が当初設置されたが、これは現存していない。
1906年（明治39年）には亜使徒大主教聖ニコライの輔佐として京都の初代主教となったアンドロニク・ニコリスキイが着任したが、在任3か月で病のため帰国した。なおアンドロニクは、帰国後ボリシェビキ政権によって生き埋めにされた後に銃殺され、のちに致命者として列聖された。このためアンドロニクは「ペルミの神品致命者聖アンドロニク」との称号の他に、「初代京都の主教聖アンドロニク」とも日本正教会で呼ばれて敬われている。
「京都の主教」の主教座教会であるが、現在、京都の主教は日本正教会の首座主教である「東京の大主教・全日本の府主教」たるダニイル主代郁夫が兼任しており、2008年（平成20年）9月現在、京都教会に主教は常駐していない。

## 生神女福音聖堂

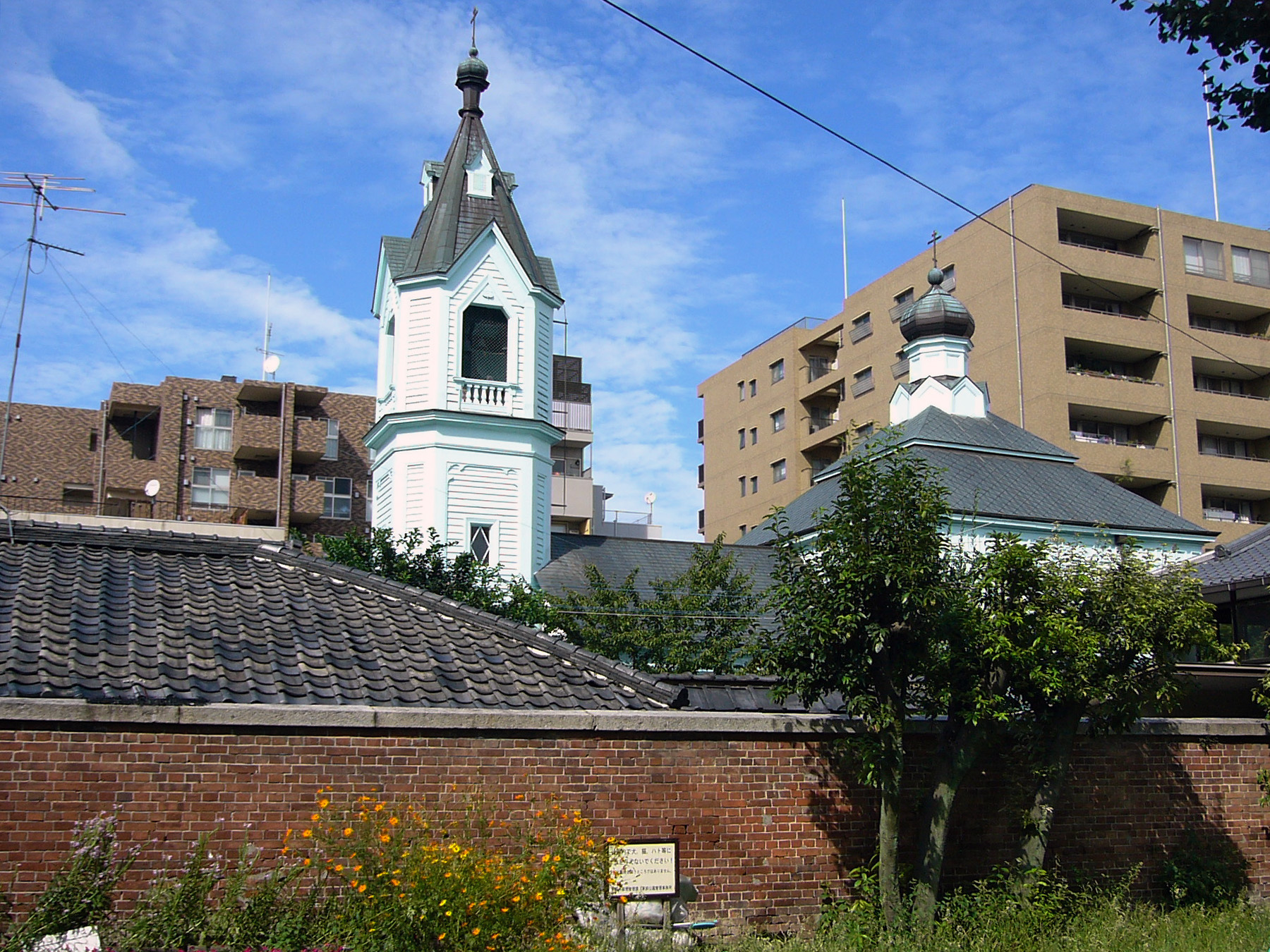
隣地より

生神女福音聖堂は1901年（明治34年）に正教会の京都聖堂として建設された。亜使徒大主教聖ニコライは、宗務局承認設計図譜から450人規模の図案を選び、それを京都府技師の松室重光に渡し実施設計と施工監理を委託した。
モスクワのエパネチニコフ工房が制作し、ロシア正教会から寄付されたの聖像（イコン）30枚からなる聖障は、横幅が長く両端を屈折させて対応。一部破損があったが聖像画家イリナ山下りんが完璧に修繕。金属製の凱旋旗はモスクワ・クレムリンの凱旋旗奉仕会、金襴はウラジミル・サポジニコフ、聖器物・聖鐘はワシリイ・ドゥディーシキンらがそれぞれ寄贈。
聖堂内を飾る聖像は精緻美麗を極め、聖障の木彫り細工も巧妙、白亜の漆喰壁と美しく調和している。聖堂の成聖式嵌め込まれた聖障、教鐘、大燈明等の到着と設置を待って1903年（明治36年）5月10日に行われた。
建築様式は奥へ向けて神聖なる空間が上昇し広がっていく正統ロシア・ビザンチン様式で、最大幅15m、奥行27m、総高 22mの規模をもち、玄関、啓蒙所、聖所、至聖所が一直線に並んで聖所を中心にして平面的に十字架を形成する。
- 設計 - 松室重光
- 竣工 - 明治34年（1901年）
- 構造 - 木造平屋建、下見板張
- 所在地 - 京都府京都市中京区柳馬場通二条上る六丁目283
- 備考 - 重要文化財

日露戦争時の1905年、京都市内東福寺捕虜収容所のロシア兵を慰問、当時の捕虜は奇蹟者聖ニコライの聖像2枚を聖堂に献納、感謝の念を示した。
第二次世界大戦時には聖鐘が軍に供出され、戦況の悪化を前に聖障の解体疎開を計画するなか、終戦を迎えた。その際聖像が傷むなどしている。

### 「宗務局承認聖堂設計図譜集」について
19世紀半ば、ロシア帝国の拡張政策により、辺境地にも正教会教会が設立されるようになる。教会建築設計を知る建築家がいない地方に対して、宗務局は参考図譜集を編集発行した。亜使徒大主教聖ニコライは1879年に昇叙のために帰国した際に、この設計図譜集を入手したらしく、帰国すると地方聖堂の設計はこれによった。
亜使徒大主教聖ニコライが戻ってくる前に建設が行われていた宮城県北部の佐沼聖堂（1879年、現存せず）、石巻ハリストス正教会（1880年、1976年と2018年に大修復）、涌谷聖堂（1881年、現存せず）はこの図譜集によらなかった。
図譜集の教会はロシア国内のロシア・ビザンティン建築の聖堂を簡略したもので、規模（信者数）ごとに数種の事例が紹介されている。西側から玄関（その上に鐘楼）、啓蒙所、聖所、至聖所が一直線に並び、聖所の南北にポーチを配する平面形式は共通し、ほとんどは木造軸組に下見板張り、屋根は鉄板葺きである。北欧、シベリア、アラスカなどにまったく同じの形態の正教会聖堂が建設され、そのいくつかは現存する。
石巻ハリストス正教会をロシア・ビザンチン様式とするのは無理があるにしても、宗務局承認聖堂設計図譜集に基づく京都聖堂をロシア・ビザンチン様式と呼ぶべきことにも疑問が残る。
ロシア人建築家のシュテュルーポフの設計とコンドルの実施設計によってニコライ堂は補強組積造で1891年（明治24年）に竣工し、関東大震災後に大幅な修復工事を経て1929年（昭和4年）はいるが、こちらの方が日本における最古のロシア・ビザンティン様式建築と呼ぶべきであろう。

## 交通アクセス
- 丸太町駅徒歩10分（京都市営地下鉄烏丸線利用）